# 幕末四贤侯
幕末四贤侯是指活跃在日本幕末时代的四位大名。

## 四贤侯

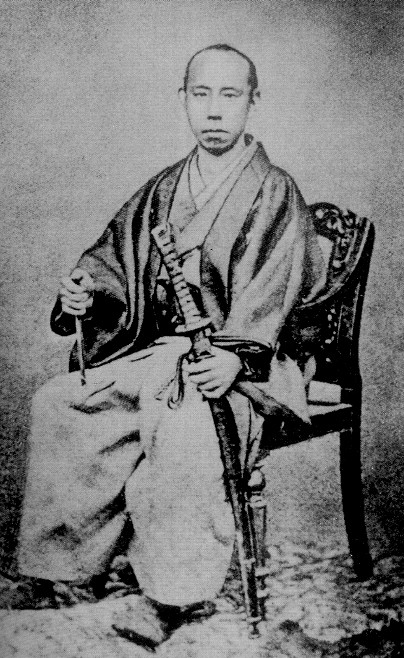
福井藩第14代藩主 松平慶永（春嶽）
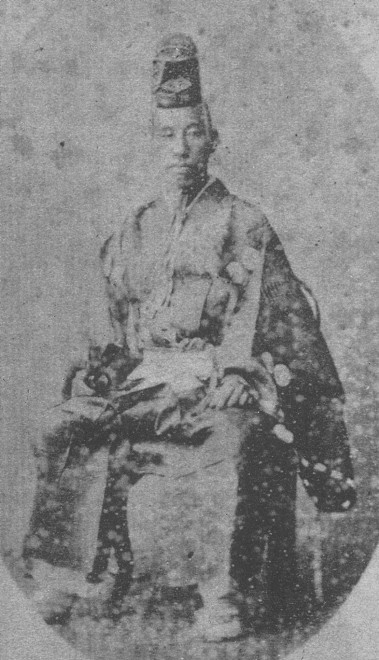
宇和島藩第8代藩主 伊達宗城
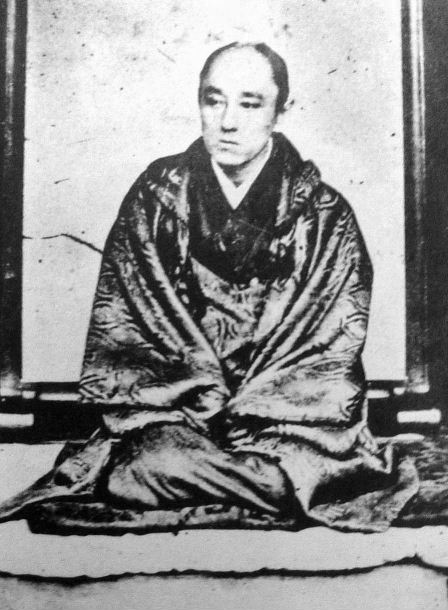
土佐藩第15代藩主 山内豊信（容堂）
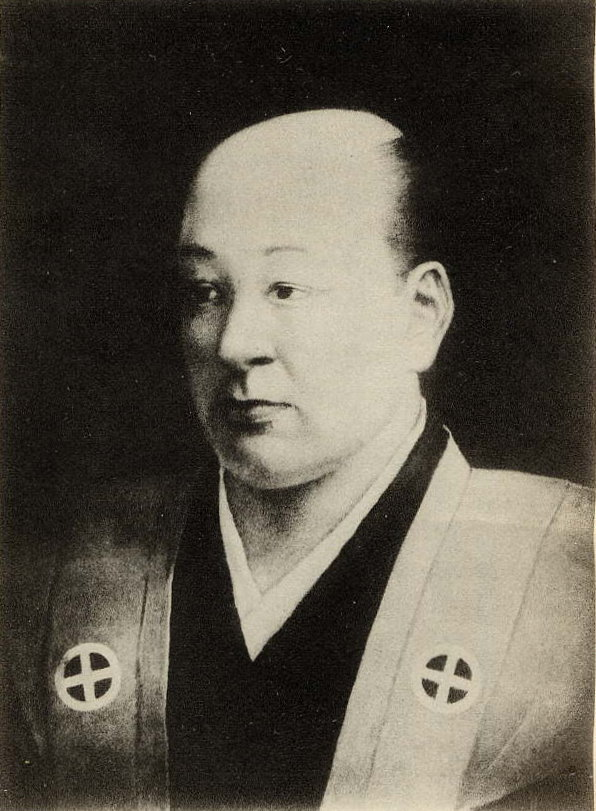
薩摩藩第11代藩主 島津齊彬

其中岛津齐彬于安政5年7月（1858年8月）猝死，之后春岳、容堂、宗城三侯在公私会议上，由于加上萨摩藩父岛津久光，这种聚会通常被称为“四侯会议”、“四贤侯会议”等。
另外，“幕末四贤侯”是在当代日本历史书使用的表述，从他们实际活跃的时代到昭和战前，仅被称作“四贤侯”。

## 概要

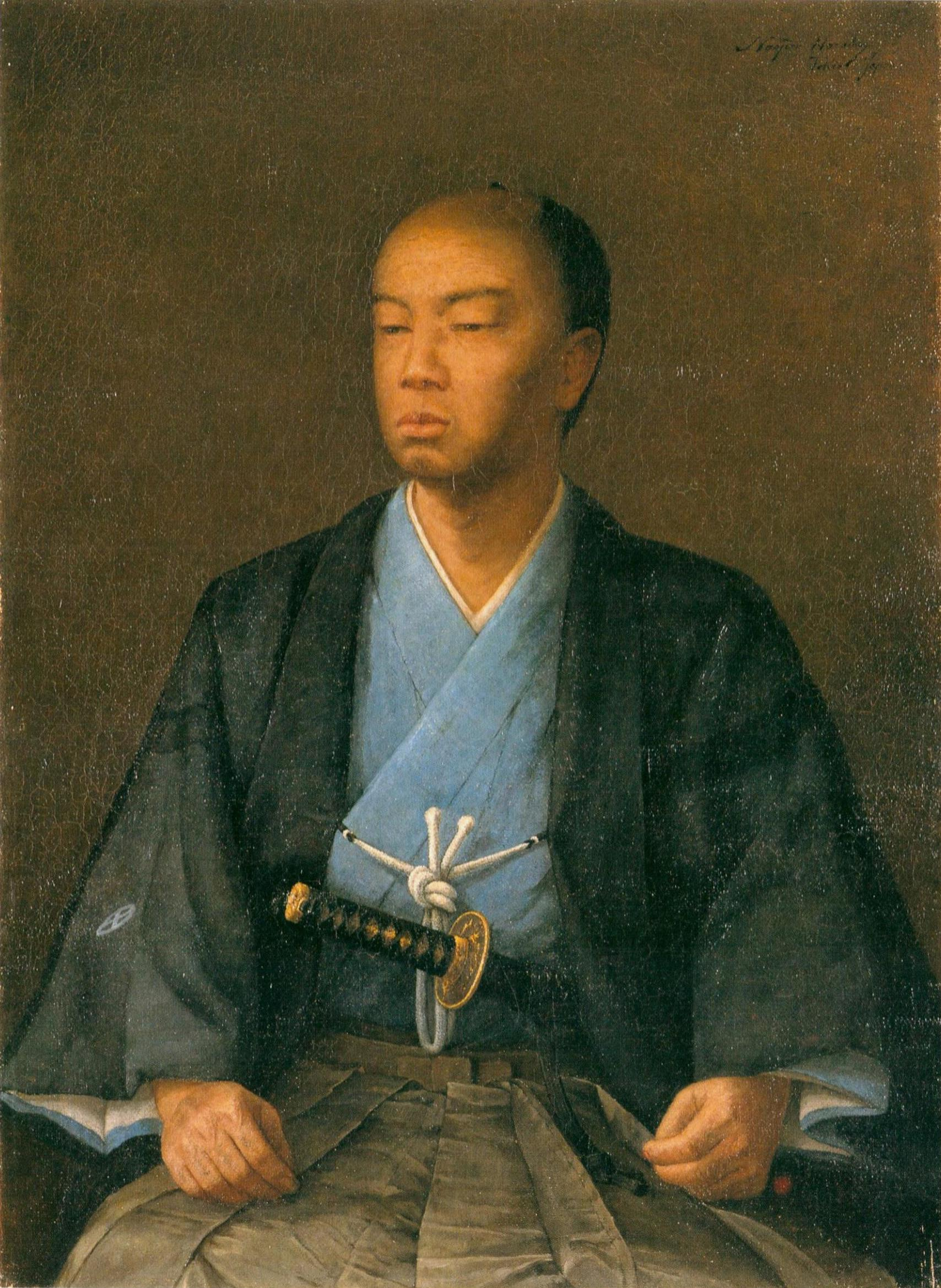
島津久光

四贤侯不仅着手各自藩政改革，还积极参与到幕府政治。阿部正弘时任首席老中时，有实力的亲藩和外样大名也要求改革，并让其参与幕政。阿部正弘也采取了一定行动，但在安政4年（1857年）阿部正弘突然死亡。
之后，井伊直弼被任命为大老率领幕阁，情况为之一变，13代将军德川家定病弱未有子嗣，在下一任将军的人选问题上，四贤侯和井伊等人意见相左。四贤侯主张立水户藩主德川齐昭的儿子德川庆喜。井伊推举御三家纪伊藩藩主德川庆福。
结果井伊发动强权排除政敌，通过发动安政大狱，纪伊庆福被确定为将军家世子。岛津齐彬在大狱前突然死亡。其他3人在同年7月以后，被勒令隐居，被关进藩邸软禁。
安政7年（1860年），井伊直弼在樱田门外之变被暗杀后，到了文久3年（1863年），几人的禁闭被逐个解除。重获自由之身的他们，虽是隐居之身但却大大影响幕政和藩政。
其中，春嶽于文久2年7月（1862年8月）就任幕府新的要职——“政务总裁职务”。文久3年末，春嶽、宗城、容堂、久光被任命为参预，与德川庆喜、松平容保等一起召开了议政的参预会议。但是由于讨厌久光的庆喜拒绝合作，会议未达成实质成果。庆喜成为15代将军之后，于庆应3年5月（1867年6月），四人再次聚集召开四侯会议。虽然萨摩藩计划削弱幕府之权，通过雄藩联合的合议来代替幕府，但在庆喜巧妙的怀柔下，萨摩藩亦未如愿。之后，山内容堂向庆喜提交“大政奉还”建议，松平春嶽也对此表示赞同。
他们是大名，因想继续参与幕政，所以并没有倒幕的想法。其主张说到底只是幕府和藩主的联合政治，甚至是公武合体。明治维新后，虽然他们每个人都有担任政府要职，但因与倒幕志士的政治理念不同，所以在明治初期先后辞去公职。
另外，在《萩市史》第一卷中，作者推测“幕末的四贤侯”原本就限定于与松平春嶽有亲密交往的人物。

## 補注
1. ↑   齐彬收养了异母弟岛津久光的长子岛津忠义为世子，齐彬猝死，忠义以19岁的年龄成为藩主，岛津久光作为其监护人控制藩政。之后萨摩久光作为事实上的藩主活跃，所以特别称呼他为“藩父”或“藩主”。
2. ↑  之后的第15代将軍徳川慶喜。
3. ↑  之后的第14代将軍徳川家茂。

## 关联条目
- 四侯会议
- 幕末年表